# Slam poetycki

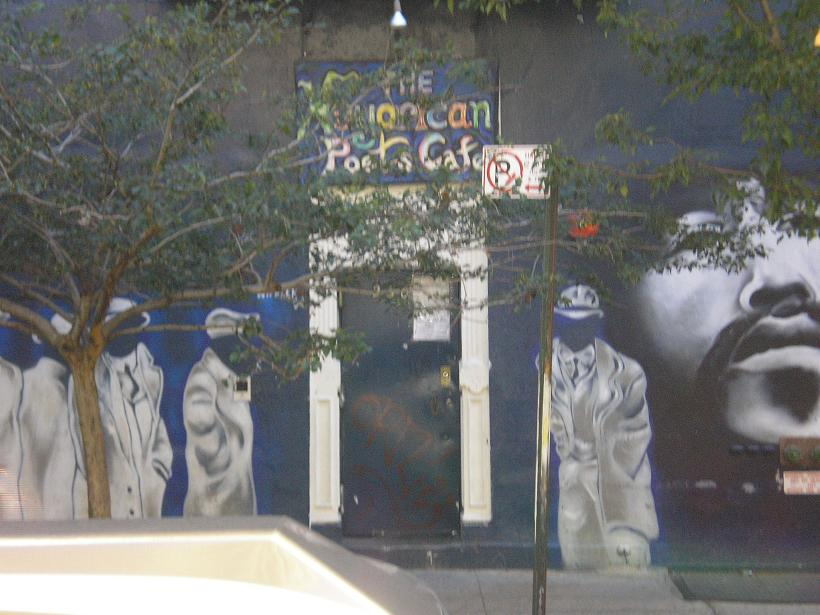
Nuyorican Poets Cafe

Slam poetycki – publiczna rywalizacja poetów-performerów, najczęściej amatorów. Choć samo określenie zjawiska jest nowe, to pojedynki poetyckie między wieszczami zdarzały się już znacznie wcześniej. Jednym z najbardziej znanych przykładów jest tzw. uczta grudniowa, która miała miejsce 25 grudnia 1840 r. w Paryżu, i była improwizowanym pojedynkiem poetyckim między Adamem Mickiewiczem i Juliuszem Słowackim.

## Zasady
Każdy uczestnik ma 3 minuty na zaprezentowanie swojego utworu. Używanie rekwizytów bądź instrumentów jest zabronione. Jury wybierane jest spośród  publiczności. Zwycięzcy zazwyczaj otrzymują nagrody pieniężne.
Pomysłodawcą tej formy spotkań poetyckich jest Marc Kelly Smith, robotnik i poeta z Chicago, który w 1984 roku zorganizował serię odczytów poezji w jazz-klubie The Get-Me-High Lounge. Dzięki tym doświadczeniom w 1986 roku, w klubie Green Mill zorganizował pierwszy w historii slam, „The Uptown Poetry Slam”.
Wkrótce slamy pojawiły się w Nowym Jorku, San Francisco i w Fairbanks w stanie Alaska, a nowojorski slam w kawiarni Nuyorican Cafe szybko zyskał reputację jednej z najbardziej prestiżowych i wymagających imprez w USA. W 1990 roku odbyły się w USA pierwsze ogólnokrajowe mistrzostwa w slamie.
W Polsce pierwszy slam odbył się w 2003 roku w Starej Prochowni, a jego zwycięzcą został Jaś Kapela.

## Ogólnopolskie Mistrzostwa Slamu Poetyckiego[3]
Pierwsze Ogólnopolskie Mistrzostwa Slamu Poetyckiego odbyły się w 2017 roku w Poznaniu. Od tamtego czasu impreza odbywa się cyklicznie, w turnieju biorą udział zwycięzcy slamów eliminacyjnych z całej Polski (dotychczas reprezentantów wystawiała m.in. Warszawa, Gdańsk, Wrocław, Bydgoszcz, Poznań, Kraków, Katowice).
Zwycięzcy Ogólnopolskich Mistrzostw Slamu Poetyckiego:
- 2024 – Agata Afeltowicz[4]
- 2023 – Ptak Piwniczny (Michał Głaszczka)[5]

- 2022 – Paweł Rogiński[6]

- 2021 – Mikołaj Wysocki

- 2020 – Smutny Tuńczyk

- 2019 – Magdalena Tyszecka

- 2018 – Aleksandra Kanar

- 2017 – Rudka Zydel